# Calvaire de Courcelles-sous-Moyencourt
Le calvaire de Courcelles-sous-Moyencourt est une croix monumentale de la commune de Courcelles-sous-Moyencourt, dans le département de la Somme en région Hauts-de-France. 

## Localisation
Il se trouve au centre du bourg de la commune, au nord de la place publique, près de l'église de la Nativité-de-saint-Jean-Baptiste et du château. 

## Historique
Le calvaire date du XVe siècle.
Il est inscrit au titre des monuments historiques depuis le 23 janvier 2020.

## Architecture
La colonne est ornée d'étoiles et de fleurs de lys.